# Пекельні пристрої
«Пекельні пристрої» (англ. Infernal Devices) — науково-фантастичний роман з елементами стимпанку американського письменника Кевіна Вейна Джетера, вперше надрукований 1987 року. У 2011 році видавництво Angry Robot Books Роман передрукувало роман з новим вступом від автора, обкладинкою від Джона Култгарта та післямовою від Джеффа Вандермеєра.

## Сюжет
Події роману відбувається здебільшого у вікторіанському Лондоні.
Сюжет роману розпочинається з того, що таємничий Чоловік у коричневому шкіряному одязі входить до годинникової майстерні Джорджа з дивним пристроєм, який потребує ремонту, стверджуючи, що його зробив батько Джорджа, блискучий годинникар, який володіє всіма формами годинникового механізму. Джордж, який успадкував магазин свого батька, але не його талант, погоджується подивитися на пристрій, хоча знає, що шанси відремонтувати його в кращому випадку невеликі. Джорджа швидко втягують у триваючий конфлікт за участю Королівського антисуспільства, Божої армії та Жіночого союзу для придушення плотського пороку. Його розслідування приводить в дивний район Лондона, Ветвік, де мешкають мешканці, які є гібридом людей і риб.
Іншим клієнтом Джорджа є нетерплячий чоловік, який носить окуляри з блакитного скла, і його супутниця, які обидва використовують сленг, який дивний для Джорджа як англійця вікторіанської епохи, але сучасні читачі впізнають як американську народну мову двадцятого століття (Незнайомці не мандрівники в часі, а громадяни вікторіанської Англії, які володіли пристроєм, який дозволяв їм бачити, що відбувається в майбутньому; вони вивчили сленг кінця двадцятого століття завдяки читанню по губах.).
По мірі розвитку сюжету, Джордж дізнається, що його батько був вправнішим, ніж навіть він знав; його батько почав експериментувати зі створенням людей з годинниковим механізмом, закінчивши автоматом, який є точним двійником самого Джорджа, але який володіє вищими сексуальними здібностями і навичками гри на скрипці, які можна порівняти з Паганіні. Одна жінка викрадає Джорджа, помилково вважаючи, що вона захопила його заводного близнюка.

## Відгуки
Дж. Майкл Капарула зробив огляд «Пекельниї пристроїв» у «Space Gamer/Fantasy Gamer» № 84. Капарула зазначив «Мені сподобалася ця книга, враховуючи мою схильність до Вікторіани, а також через барвисті характеристики Джетера, чудовий сюжет і люмінесцентний стиль написання, який нагадує стиль Блейлока. Більше того, гумор рясніє, особливо в персонажі Скейпа, і в неминучому кінці, який занадто хороший, щоб бути правдою».